# Polyphylla donaldsoni
Polyphylla donaldsoni är en skalbaggsart som beskrevs av Paul E.Skelley 2003. Polyphylla donaldsoni ingår i släktet Polyphylla och familjen Melolonthidae. Inga underarter finns listade i Catalogue of Life.